# Ignazio Gardella
 (septembre 2016).
Améliorez-le ou discutez des points à vérifier. 
 (janvier 2012).
Si vous disposez d'ouvrages ou d'articles de référence ou si vous connaissez des sites web de qualité traitant du thème abordé ici, merci de compléter l'article en donnant les références utiles à sa vérifiabilité et en les liant à la section « Notes et références ».
Ignazio Gardella, né le 30 mars 1905 à Milan et mort le 16 mars 1999 à Oleggio, est un architecte, ingénieur et designer italien.

## Biographie

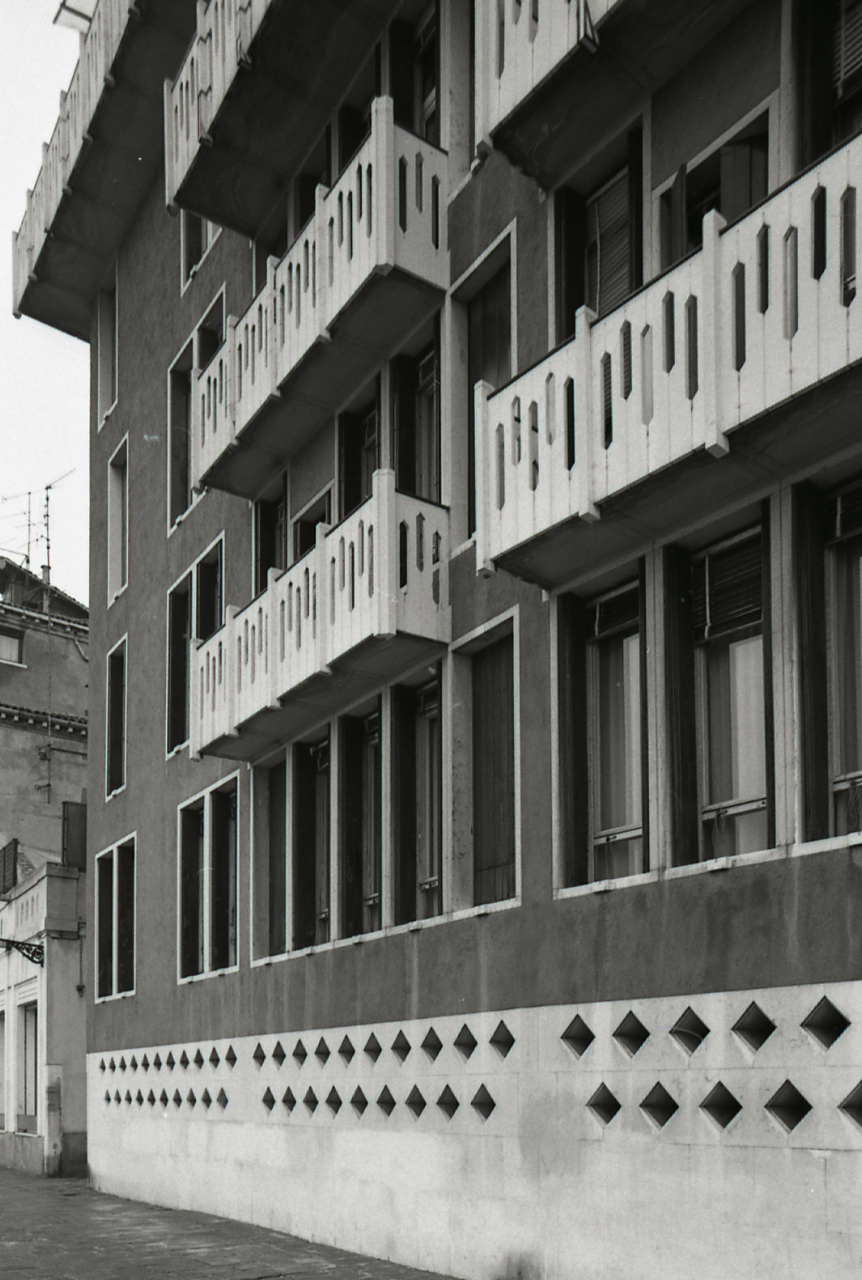
Casa Cicogna alle Zattere, Venise. Photo par Paolo Monti, 1982

Né dans une famille d’ingénieurs et d’architectes, son père, Arnaldo Gardella était ingénieur. Il suit des études d’ingénierie à l'École polytechnique de Milan et obtient son diplôme en 1931. Il est diplômé architecte en 1949 à l’IUAV (Institut universitaire d'architecture de Venise). Lors de ses études, il entre en contact avec d’autres jeunes protagonistes milanais. Ils vont ensemble prendre une part active à la création du mouvement moderne italien.
Rationaliste, il conserve son style, sa signature architecturale mais, cependant, va collaborer activement à ce courant. Travaillant avec son père, ils vont produire une quantité importante de projet et de réalisation dans le cadre de l’ingénierie. Avant la guerre, ils ont participé à quelques concours d’architecture en collaboration avec Luigi Vietti, pour la construction « della casa del fascio » (Maison du fascisme, à Oleggio).
Après la guerre, Gardella réalise de nombreux bâtiments importants, tel que la Casa Barbieri à Castana (1945-1946), une maison de campagne toute simple et parfaite [non neutre]. Ses maisons répondent principalement à la question d’économie d’espace. On retrouve parmi ses projets également, les maisons « Borsalino » à Alessandria en 1952.
D’autre part, il est au sommet du Made in Italy de l’architecture dans la décennie 1960-1970. Il apparaît dans de nombreuses revues internationales et devient un architecte de renommée grâce à une activité professionnelle intense.[réf. nécessaire]
Après la Seconde Guerre mondiale, il est un des acteurs importants dans le débat culturel sur la reconstruction du pays [réf. nécessaire]. Il sera aussi enseignant à l’IUAV [Quoi ?] de 1962 à 1975.

## Technique architecturale moderne en Italie
- Si vous ne connaissez pas le sujet, laissez ce bandeau (vous pouvez alors contacter les auteurs).
- Si vous supprimez le contenu mis en cause (vous pouvez préalablement contacter les auteurs),

argumentez précisément cette suppression dans la page de discussion
(un manque de référence n'est pas un argument ; une recherche réelle de référence doit avoir été effectuée, être formellement documentée).
Lors de la seconde moitié du XIXe siècle, l’architecture italienne n’a pas bénéficié des impulsions économiques et sociales au même titre que la France par exemple. La vie moderne se confond dans la recherche de la légèreté, du pratique, de l’éphémère et du rapide. En 1930, Giuseppe Pagano prend la direction du mouvement moderne. Ignazio Gardella entre avec Giuseppe Pagano et Edoardo Persico dans un combat contre le monumental. Ces trois architectes feront partie des meilleurs de la décennie 1930-1940. Ils vont mener une bataille, non révolutionnaire, contre le XXe siècle architectural qui se veut de détruire les anciennes cités italiennes, pleines de beauté à leurs égards.
Ce combat va influencer l’architecture de Gardella tout au long de sa carrière. Il va vouloir s’éloigner du monumentalisme et de la tendance à s’étendre. Il va au contraire, prôner un rapprochement avec la nature environnante. En effet, pour lui, le projet construit devra nécessairement être en relation avec le contexte environnant (pentes, arbres et constructions). Dans Projet et Destin, Giulio Carlo Argan disait « le bâtiment n’est rien d’autre que la définition formelle d’une situation environnementale », cela signifie que la forme, les lignes et la couleur du projet dépendent entièrement de l’environnement, elle doit être déduite de la situation environnante. L’environnement fait partie du processus méthodique de Gardella. L’habitation en plus d’avoir une fonction urbaine ou rurale, c’est aussi « une complicité antique et complexe de la relation de l’homme avec la nature ». Pour lui, il faut s’adapter au site, il faut faire croire que le bâtiment a toujours existé à cet endroit. Si un bâtiment existait avant d’insérer son projet sur le site, il va choisir d’intégrer un souvenir dans son bâtiment, afin d’obtenir une relation de passé/présent/futur.
La technique de Gardella se veut une technique d’architecture, c'est-à-dire qu’elle ne trouve pas ses origines scientifiquement, ce qui est paradoxal provenant d’un ingénieur de formation, avant même d’être architecte. Il est contre ces techniques qui se veulent libératrices de n’importe quel problème. Il raisonne son projet de manière très méthodologique, grâce à elle le projet évolue avec le bâtiment, ce qui lui permet une vérification de son projet. Pour lui, la « valeur » ne se réalise que lorsque la forme n’est plus identifiable, ainsi que la surface ou la couleur. Le tout étant assemblé dans un ajustement parfait, c’est alors un concept sur de projet.
D’autre part, sa clientèle se révèle être une élite restreinte de cette bourgeoisie technique qui estime qu’une ouverture vers une architecture qui ne serait pas dans les mouvements du moment, est essentielle à son propre prestige. En effet, ces personnes en choisissant Gardella pour architecte, font le choix d’ignorer la technique et une architecture destructrice du XXe siècle, c’est alors une position réfléchie.
Avec la Casa alle Zattere, construite à Venise en 1957, il mélange le souvenir de l’ancien et les exigences du goût moderne.

## Œuvres

### Avant-guerre
Participation à plusieurs concours d’architecture tels que :
- 1933-1936 : Extension du Villa Borletti à Milan.
- 1934 : Concours pour la Torre Littoria, Piazza del Duomo, Milan (non réalisé).
- 1934-1938 : Dispensaire antituberculeux d’Alexandrie.
- 1944 : Le Milan vert, avec Franco Albini, Giuseppe Pagano et Giovanni Romano.

### Après-guerre
- 1944-1947: Casa del Viticultore
- 1947-1954: Pavillon d’art contemporain, Milan
- 1952: Case Borsalino, Alexandrie
- 1953-1958: Casa alle Zattere, Venise
- 1958: Mensa Olivetti, Ivrea
- 1969: Bureaux Alfa Romeo, Arese
- 1969: Projet pour le théâtre de Vicence, (pas réalisé)
- 1969-1975 : Plan détaillé pour San Donato et Saint Sylvestre, Gênes
- 1975-1989 : Faculté d’Architecture, Gênes
- 1981-1990 : Théâtre communal Carlo Felice, Gênes.

## Design

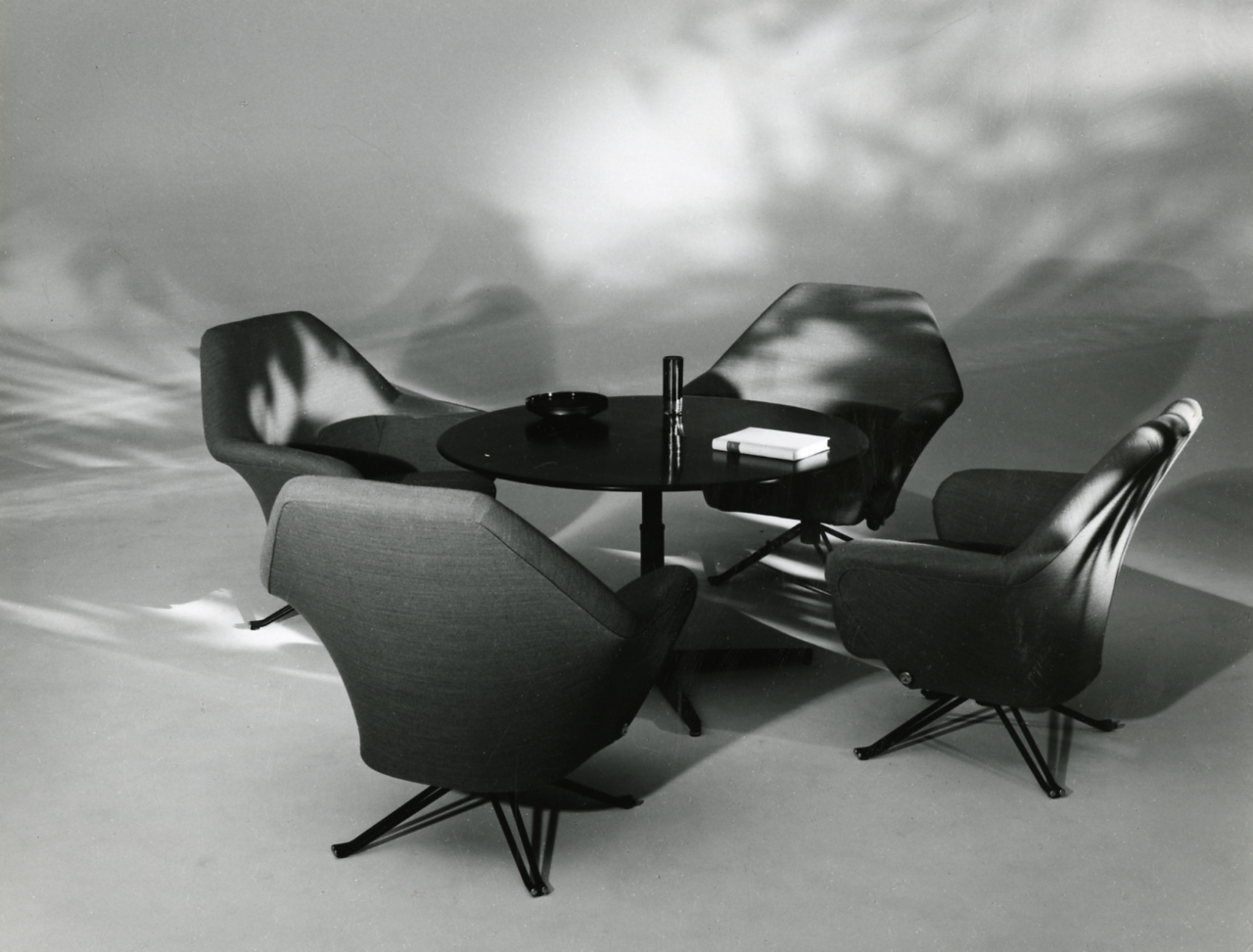
Meubles de bureau, Tecno. Photo par Paolo Monti, 1963.

Il fonde avec Luigi Caccia Dominioni l'entreprise «Azucena» en 1947, la première qui assure la production italienne du design de qualité. Au cours de sa carrière, Gardella a dessiné principalement du mobilier d'intérieur. Son fauteuil Digamma rencontre encore un franc succès 70 ans après, avec une cote assez élevée sur le marché des enchères.

## Principales participations aux mouvements
- Movimenti Studi per l’Architettura (MSA), Mouvement des études pour l’architecture
- Istituto Nazionale di Urbanistica (INU), Institut national d’urbanisme
- Impliqué dans les activités du CIAM (Congrès internationaux d’architecture moderne)

## Prix
- 1955 : Prix Olivetti national pour l’architecture.
- 1977 : Médaille d’Or du président de la République aux mérites de l’école, de la culture et de l’art.
- 1996 : Lion d’Or à la biennale de Venise